# Cuarta ronda de la Clasificación de Concacaf para la Copa Mundial de Fútbol de 1998

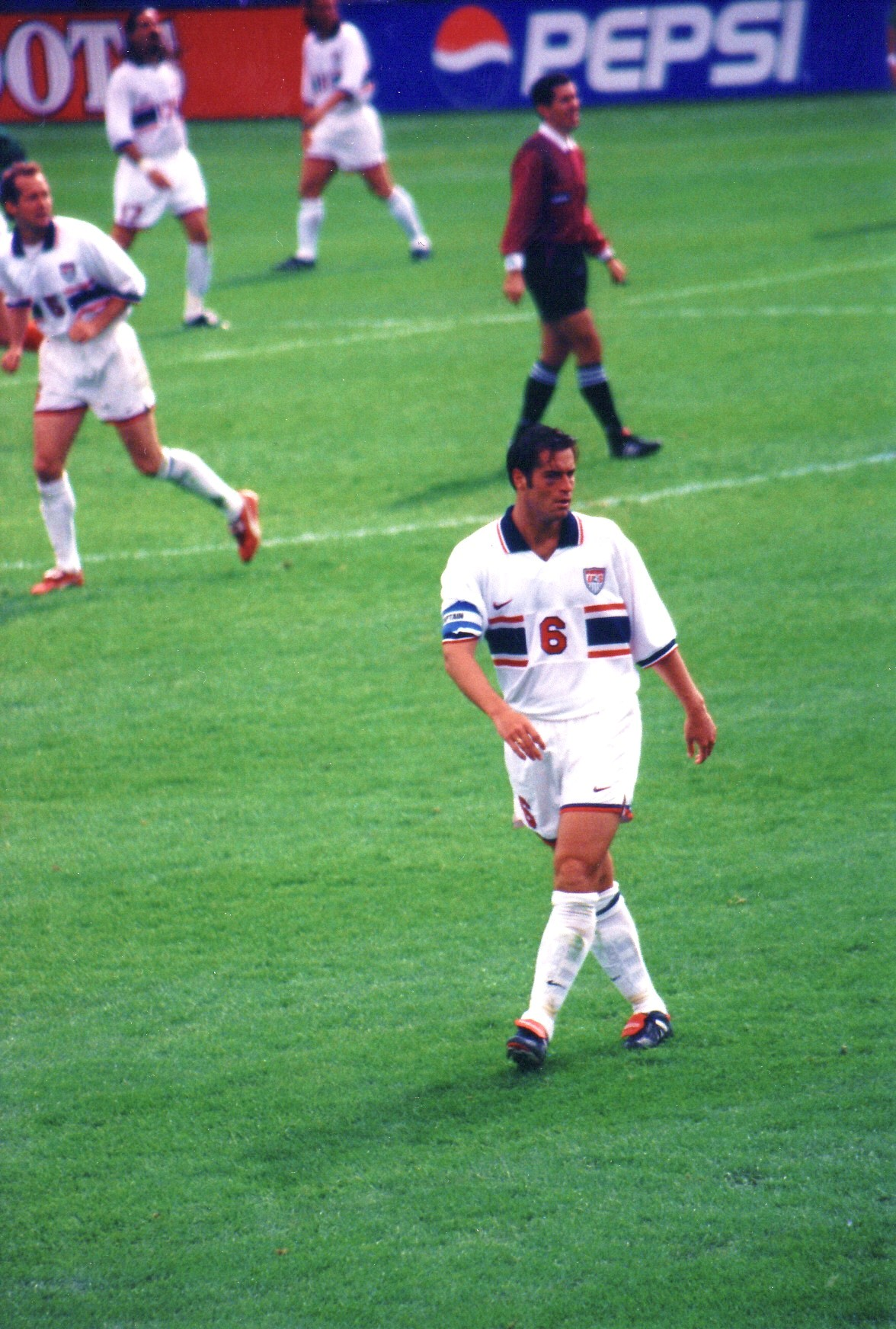
John Harkes jugando en el Foxboro Stadium, en el partido de clasificación de Estados Unidos vs México para la Copa del Mundo.

La Ronda Final de la Clasificación de Concacaf para la Copa Mundial de Fútbol de 1998 fue la etapa que determinó la clasificación a la Copa Mundial de Fútbol de 1998. Se llevó a cabo del 2 de marzo al 16 de noviembre de 1997.
A partir de esta fase y edición se comenzó a disputar el formato de «hexagonal», en la cual seis equipos disputaron diez partidos, cinco de local y cinco de visitante, los tres equipos que más puntos sumaron clasificaron a la Copa del Mundo. Cabe destacar que México finalizó la ronda de forma invicta y como primero, Estados Unidos como segundo, y por primera vez en su historia Jamaica clasificó a una copa mundial finalizando tercero.

## Equipos participantes
| Grupo | Líder de grupo | Segundo de grupo |
| ----- | -------------- | ---------------- |
| A     | Estados Unidos | Costa Rica       |
| B     | Canadá         | El Salvador      |
| C     | Jamaica        | México           |

## Clasificación
| Pos. | Equipo         | Pts. | PJ | G | E | P | GF | GC | Dif. | Clasificación        |     | Bandera de México | Bandera de Estados Unidos | Bandera de Jamaica | Bandera de Costa Rica | Bandera de El Salvador | Bandera de Canadá |
| ---- | -------------- | ---- | -- | - | - | - | -- | -- | ---- | -------------------- | --- | ----------------- | ------------------------- | ------------------ | --------------------- | ---------------------- | ----------------- |
| 1    | México         | 18   | 10 | 4 | 6 | 0 | 23 | 7  | +16  | Copa Mundial de 1998 |     | —                 | 0:0                       | 6:0                | 3:3                   | 5:0                    | 4:0               |
| 2    | Estados Unidos | 17   | 10 | 4 | 5 | 1 | 17 | 9  | +8   | Copa Mundial de 1998 |     | 2:2               | —                         | 1:1                | 1:0                   | 4:2                    | 3:0               |
| 3    | Jamaica        | 14   | 10 | 3 | 5 | 2 | 7  | 12 | −5   | Copa Mundial de 1998 |     | 0:0               | 0:0                       | —                  | 1:0                   | 1:0                    | 1:0               |
| 4    | Costa Rica     | 12   | 10 | 3 | 3 | 4 | 13 | 12 | +1   |                      |     | 0:0               | 3:2                       | 3:1                | —                     | 0:0                    | 3:1               |
| 5    | El Salvador    | 10   | 10 | 2 | 4 | 4 | 11 | 16 | −5   |                      | 0:1 | 1:1               | 2:2                       | 2:1                | —                     | 4:1                    |                   |
| 6    | Canadá         | 6    | 10 | 1 | 3 | 6 | 5  | 20 | −15  |                      | 2:2 | 0:3               | 0:0                       | 1:0                | 0:0                   | —                      |                   |

 Fuente: [cita requerida]

### Evolución de la clasificación
| País / Fecha   | 1  | 2  | 3  | 4  | 5  | 6  | 7  | 8  | 9  | 10 |
| -------------- | -- | -- | -- | -- | -- | -- | -- | -- | -- | -- |
| México         | 1° | 1° | 1° | 1° | 1° | 1° | 2° | 1° | 1° | 1° |
| Estados Unidos | 2° | 2° | 2° | 3° | 3° | 2° | 3° | 3° | 2° | 2° |
| Jamaica        | 3° | 4° | 4° | 4° | 6° | 4° | 1° | 2° | 3° | 3° |
| Costa Rica     | 4° | 3° | 3° | 2° | 2° | 3° | 5° | 5° | 5° | 4° |
| El Salvador    | 5° | 5° | 6° | 5° | 4° | 5° | 4° | 4° | 4° | 5° |
| Canadá         | 6° | 6° | 5° | 6° | 5° | 6° | 6° | 6° | 6° | 6° |

## Resultados

### Jornada 1
| 2 de marzo de 1997 | México                                               | 4:0 (0:0) | Canadá | Estadio Azteca, Ciudad de México                             |                                                              |
|                    | Hermosillo 51', 81' · Galindo 61' (pen.) · Zague 88' | Reporte   |        | Asistencia: 95 000 espectadores Árbitro(s): Argelio Sabillon | Asistencia: 95 000 espectadores Árbitro(s): Argelio Sabillon |

| 2 de marzo de 1997 | Jamaica | 0:0     | Estados Unidos | Parque Independence, Kingston                                  |                                                                |
|                    |         | Reporte |                | Asistencia: 35 000 espectadores Árbitro(s): José Ramírez Suazo | Asistencia: 35 000 espectadores Árbitro(s): José Ramírez Suazo |

| 16 de marzo de 1997 | Estados Unidos                      | 3:0 (2:0) | Canadá | Stanford Stadium, Palo Alto                              |                                                          |
|                     | Wynalda 7' · Pope 13' · Stewart 88' | Reporte   |        | Asistencia: 28 898 espectadores Árbitro(s): Luis Oliveto | Asistencia: 28 898 espectadores Árbitro(s): Luis Oliveto |

### Jornada 2
| 16 de marzo de 1997 | Costa Rica | 0:0     | México | Estadio Ricardo Saprissa, Tibás                            |                                                            |
|                     |            | Reporte |        | Asistencia: 28 000 espectadores Árbitro(s): Alberto Tejada | Asistencia: 28 000 espectadores Árbitro(s): Alberto Tejada |

| 23 de marzo de 1997 | Costa Rica                          | 3:2 (2:1) | Estados Unidos             | Estadio Ricardo Saprissa, Tibás                           |                                                           |
|                     | Medford 10' · Solís 32' · Gómez 76' | Reporte   | Wynalda 25' · Lassiter 67' | Asistencia: 22 000 espectadores Árbitro(s): Mario Escobar | Asistencia: 22 000 espectadores Árbitro(s): Mario Escobar |

| 6 de abril de 1997 | Canadá | 0:0     | El Salvador | Swangard Stadium, Burnaby                                  |                                                            |
|                    |        | Reporte |             | Asistencia: 8312 espectadores Árbitro(s): Fernando Sánchez | Asistencia: 8312 espectadores Árbitro(s): Fernando Sánchez |

### Jornada 3
| 13 de abril de 1997 | México                                                                       | 6:0 (3:0) | Jamaica | Estadio Azteca, Ciudad de México                             |                                                              |
|                     | Galindo 10' (pen.) · Hermosillo 18', 39', 47' · del Olmo 52' · Hernández 85' | Reporte   |         | Asistencia: 115 100 espectadores Árbitro(s): Antônio Pereira | Asistencia: 115 100 espectadores Árbitro(s): Antônio Pereira |

| 20 de abril de 1997 | Estados Unidos                   | 2:2 (1:1) | México                        | Foxboro Stadium, Foxborough                               |                                                           |
|                     | Pope 34' · N. Ramírez 73' (a.g.) | Reporte   | Hermosillo 1' · Hernández 53' | Asistencia: 57 877 espectadores Árbitro(s): Ubaldo Aquino | Asistencia: 57 877 espectadores Árbitro(s): Ubaldo Aquino |

| 27 de abril de 1997 | Canadá | 0:0     | Jamaica | Swangard Stadium, Burnaby                                |                                                          |
|                     |        | Reporte |         | Asistencia: 7634 espectadores Árbitro(s): Ramesh Ramdhan | Asistencia: 7634 espectadores Árbitro(s): Ramesh Ramdhan |

### Jornada 4
| 4 de mayo de 1997 | El Salvador                | 2:1 (1:0) | Costa Rica | Estadio Cuscatlán, San Salvador                        |                                                        |
|                   | Díaz Arce 19' · Montes 57' | Reporte   | Arnáez 58' | Asistencia: 35 611 espectadores Árbitro(s): Óscar Ruiz | Asistencia: 35 611 espectadores Árbitro(s): Óscar Ruiz |

| 11 de mayo de 1997 | Costa Rica                     | 3:1 (1:0) | Jamaica      | Estadio Ricardo Saprissa, Tibás                                 |                                                                 |
|                    | Wanchope 31', 71' · Oviedo 89' | Reporte   | Williams 61' | Asistencia: 20 500 espectadores Árbitro(s): José de Rosa Varela | Asistencia: 20 500 espectadores Árbitro(s): José de Rosa Varela |

| 18 de mayo de 1997 | Jamaica      | 1:0 (1:0) | El Salvador | Parque Independence, Kingston                                         |                                                                       |
|                    | Williams 22' | Reporte   |             | Asistencia: 12 000 espectadores Árbitro(s): Márcio Rezende de Freitas | Asistencia: 12 000 espectadores Árbitro(s): Márcio Rezende de Freitas |

### Jornada 5
| 1 de junio de 1997 | Canadá       | 1:0 (0:0) | Costa Rica | Commonwealth Stadium, Edmonton                           |                                                          |
|                    | Berdusco 68' | Reporte   |            | Asistencia: 10 150 espectadores Árbitro(s): Nelson Cálix | Asistencia: 10 150 espectadores Árbitro(s): Nelson Cálix |

| 8 de junio de 1997 | El Salvador | 0:1 (0:0) | México     | Estadio Cuscatlán, San Salvador                          |                                                          |
|                    |             | Reporte   | García 64' | Asistencia: 40 000 espectadores Árbitro(s): Hugo Cordero | Asistencia: 40 000 espectadores Árbitro(s): Hugo Cordero |

| 29 de junio de 1997 | El Salvador   | 1:1 (0:0) | Estados Unidos | Estadio Cuscatlán, San Salvador                         |                                                         |
|                     | Díaz Arce 60' | Reporte   | Lassiter 57'   | Asistencia: 29 000 espectadores Árbitro(s): René Ortubé | Asistencia: 29 000 espectadores Árbitro(s): René Ortubé |

### Jornada 6
| 10 de agosto de 1997 | Costa Rica | 0:0     | El Salvador | Estadio Ricardo Saprissa, Tibás                          |                                                          |
|                      |            | Reporte |             | Asistencia: 18 316 espectadores Árbitro(s): Nelson Cálix | Asistencia: 18 316 espectadores Árbitro(s): Nelson Cálix |

| 7 de septiembre de 1997 | Estados Unidos | 1:0 (0:0) | Costa Rica | Portland Civic Stadium, Portland                              |                                                               |
|                         | Ramos 79'      | Reporte   |            | Asistencia: 27 396 espectadores Árbitro(s): Jorge Luis Nieves | Asistencia: 27 396 espectadores Árbitro(s): Jorge Luis Nieves |

| 7 de septiembre de 1997 | Jamaica    | 1:0 (0:0) | Canadá | Parque Independence, Kingston                          |                                                        |
|                         | Burton 55' | Reporte   |        | Asistencia: 30 000 espectadores Árbitro(s): Óscar Ruiz | Asistencia: 30 000 espectadores Árbitro(s): Óscar Ruiz |

### Jornada 7
| 14 de septiembre de 1997 | Jamaica    | 1:0 (0:0) | Costa Rica | Parque Independence, Kingston                              |                                                            |
|                          | Burton 51' | Reporte   |            | Asistencia: 30 000 espectadores Árbitro(s): Ramesh Ramdhan | Asistencia: 30 000 espectadores Árbitro(s): Ramesh Ramdhan |

| 14 de septiembre de 1997 | El Salvador                                                  | 4:1 (1:1) | Canadá      | Estadio Cuscatlán, San Salvador                                |                                                                |
|                          | Nidelson 16' · Renderos 52' · Cienfuegos 57' · Díaz Arce 88' | Reporte   | Bunbury 25' | Asistencia: 27 767 espectadores Árbitro(s): Mario Efraín López | Asistencia: 27 767 espectadores Árbitro(s): Mario Efraín López |

| 5 de octubre de 1997 | Estados Unidos     | 1:1 (0:0) | Jamaica    | RFK Memorial Stadium, Washington D. C.                    |                                                           |
|                      | Wynalda 50' (pen.) | Reporte   | Burton 51' | Asistencia: 51 528 espectadores Árbitro(s): Mario Sánchez | Asistencia: 51 528 espectadores Árbitro(s): Mario Sánchez |

### Jornada 8
| 5 de octubre de 1997 | México                                                             | 5:0 (3:0) | El Salvador | Estadio Azteca, Ciudad de México                            |                                                             |
|                      | Galindo 30', 38' (pen.) · García Aspe 35' · Zague 48' · García 82' | Reporte   |             | Asistencia: 115 000 espectadores Árbitro(s): Eduardo Gamboa | Asistencia: 115 000 espectadores Árbitro(s): Eduardo Gamboa |

| 12 de octubre de 1997 | Canadá                     | 2:2 (0:1) | México                     | Commonwealth Stadium, Edmonton       |                                      |
|                       | Corazzin 56' · Bunbury 62' | Reporte   | Alfaro 8' · Hermosillo 87' | Árbitro(s): Carlos Mendizabal Euceda | Árbitro(s): Carlos Mendizabal Euceda |

| 2 de noviembre de 1997 | México | 0:0     | Estados Unidos | Estadio Azteca, Ciudad de México                              |                                                               |
|                        |        | Reporte |                | Asistencia: 115 000 espectadores Árbitro(s): Javier Castrilli | Asistencia: 115 000 espectadores Árbitro(s): Javier Castrilli |

### Jornada 9
| 9 de noviembre de 1997 | Canadá | 0:3 (0:1) | Estados Unidos                | Swangard Stadium, Burnaby                                  |                                                            |
|                        |        | Reporte   | Reyna 5' · Wegerle 80', 90+4' | Asistencia: 8420 espectadores Árbitro(s): John Toro Rendón | Asistencia: 8420 espectadores Árbitro(s): John Toro Rendón |

| 9 de noviembre de 1997 | El Salvador               | 2:2 (0:0) | Jamaica               | Estadio Cuscatlán, San Salvador                                |                                                                |
|                        | Nidelson 47' · Guerra 87' | Reporte   | Burton 52' · Hall 78' | Asistencia: 34 200 espectadores Árbitro(s): José García Aranda | Asistencia: 34 200 espectadores Árbitro(s): José García Aranda |

| 9 de noviembre de 1997 | México                                   | 3:3 (2:0) | Costa Rica                            | Estadio Azteca, Ciudad de México                        |                                                         |
|                        | Chávez 1' · Galindo 42' · Hermosillo 68' | Reporte   | Medford 54' · Soto 71' · Wanchope 86' | Asistencia: 60 000 espectadores Árbitro(s): Ali Bujsaim | Asistencia: 60 000 espectadores Árbitro(s): Ali Bujsaim |

### Jornada 10
| 16 de noviembre de 1997 | Costa Rica                       | 3:1 (2:0) | Canadá       | Estadio Nacional, San José                                |                                                           |
|                         | Smith 7' · Ilama 16' · Marín 89' | Reporte   | Fletcher 47' | Asistencia: 4200 espectadores Árbitro(s): Antônio Pereira | Asistencia: 4200 espectadores Árbitro(s): Antônio Pereira |

| 16 de noviembre de 1997 | Estados Unidos                               | 4:2 (2:0) | El Salvador                         | Foxboro Stadium, Foxborough                                   |                                                               |
|                         | McBride 22', 28' · Henderson 49' · Preki 82' | Reporte   | Nidelson 60' · Díaz Arce 62' (pen.) | Asistencia: 53 193 espectadores Árbitro(s): Pierluigi Collina | Asistencia: 53 193 espectadores Árbitro(s): Pierluigi Collina |

| 16 de noviembre de 1997 | Jamaica | 0:0     | México | Parque Independence, Kingston                                  |                                                                |
|                         |         | Reporte |        | Asistencia: 35 700 espectadores Árbitro(s): José Antonio Arana | Asistencia: 35 700 espectadores Árbitro(s): José Antonio Arana |

## Goleadores
8 goles
- Carlos Hermosillo

5 goles
- Benjamín Galindo

4 goles
- Raúl Díaz Arce
- Deon Burton

3 goles
- Paulo Wanchope
- Nidelson
- Eric Wynalda

2 goles
| - Alex Bunbury - Hernán Medford | - Roy Lassiter - Brian McBride | - Eddie Pope - Roy Wegerle | - Andy Williams - Luis Roberto Alves | - Luis García - Luis Hernández |

1 gol
| - Eddy Berdusco - Carlo Corazzin - Carl Fletcher - Diego Arnáez - Rónald Gómez | - Farlen Ilama - Luis Marín - Allan Oviedo - Richard Smith - Mauricio Solís | - Jafet Soto - Mauricio Cienfuegos - Waldir Guerra - Elías Montes - William Renderos | - Chris Henderson - Preki - Tab Ramos - Claudio Reyna - Earnie Stewart | - Paul Hall - Enrique Alfaro - Paulo Chávez - Joaquín del Olmo - Alberto García Aspe |

Autogoles
- Nicolás Ramírez (a favor de Estados Unidos)